# Білояровка (Колпашевський район)
Білоя́ровка (рос. Белояровка) — присілок у складі Колпашевського району Томської області, Росія. Входить до складу Новоселовського сільського поселення.

## Населення
Населення — 207 осіб (2010; 314 у 2002).
Національний склад (станом на 2002 рік):
- росіяни — 89 %